# Bronisław Kassowski
Bronisław Kassowski (ur. 16 listopada 1909 w Miłosławiu, zm. 2 października 1996 w Opolu) – polski aktor teatralny i filmowy.

## Życiorys
Naukę sztuki aktorskiej rozpoczął w latach 20. XX wieku w Szkole Dramatycznej przy Teatrze Polskim w Poznaniu. W okresie międzywojennym występował na scenach teatralnych, m.in. w Poznaniu, Warszawie, Łucku i Katowicach. Po II wojnie światowej jego pierwszym miejscem pracy był Teatr Polski w Bydgoszczy, gdzie występował w latach 1945–1947. Następnie był członkiem zespołów teatrów: Powszechnego TUR w Krakowie (1947–1948), Polskiego w Bielsku-Białej (1947–1949), Wybrzeże w Gdańsku (1949–1950), Ziemi Pomorskiej w Bydgoszczy (1950–1952), Dramatycznego w Szczecinie (1952–1955),  Ziemi Rzeszowskiej w Rzeszowie (1955–1958), Dramatycznego im. Aleksandra Węgierki w Białymstoku (1958-1961), im. Juliusza Osterwy w Gorzowie Wielkopolskim (1961–1965), by ostatecznie w 1965 roku związać się z Teatrem Ziemi Opolskiej w Opolu (w 1975 roku przemianowanym na Teatr Dramatyczny im. Jana Kochanowskiego), gdzie występował do 1986 roku. Od 1949 zajmował się również reżyserią przedstawień teatralnych – w 1960 zdał eksternistyczny egzamin reżyserski.
Był ojcem aktorki Ewy Wyszomirskiej.

## Filmografia
- Trudna miłość (1953) – ksiądz proboszcz
- Pokolenie (1954) – Waldemar Berg, właściciel stolarni
- Ludzie z pociągu (1961)
- Aktorzy prowincjonalni (1978) – stary aktor

## Nagrody i odznaczenia
- 1972 – Krzyż Kawalerski Orderu Odrodzenia Polski
- 1978 – Honorowa Odznaka za zasługi dla Opolszczyzny
- 1980 – VI Opolskie Konfrontacje Teatralne – wyróżnienie za rolę Juklego w przedstawieniu „Sędziowie” Stanisława Wyspiańskiego
- 1991 – XVII Opolskie Konfrontacje Teatralne – nagroda za drugoplanową rolę Mlaskauera w przedstawieniu „Jan Maciej Karol Wścieklica” Stanisława Ignacego Witkiewicza